# Cabeza de turco (libro)
Cabeza de turco (en su edición original en alemán: Ganz unten, literalmente "En lo más bajo") es un libro publicado el 21 de octubre de 1985 por el periodista alemán Günter Wallraff sobre la xenofobia y la violación de los Derechos Humanos en la Alemania Occidental de la década de 1980.

## Sinopsis

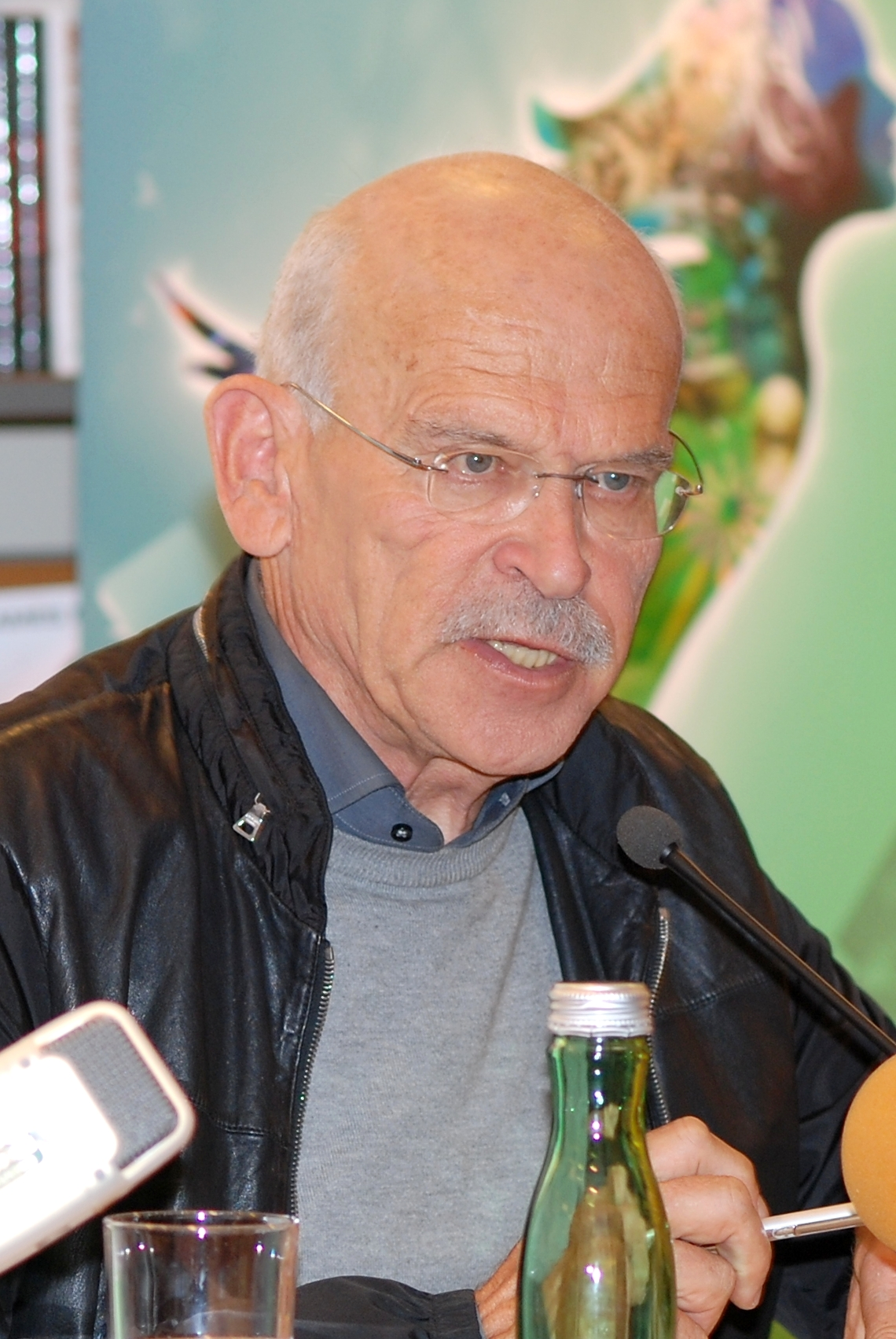
Günter Wallraff, autor y protagonista de la obra en el papel de Ali Sigirlioğlu. En la imagen, en 2010.

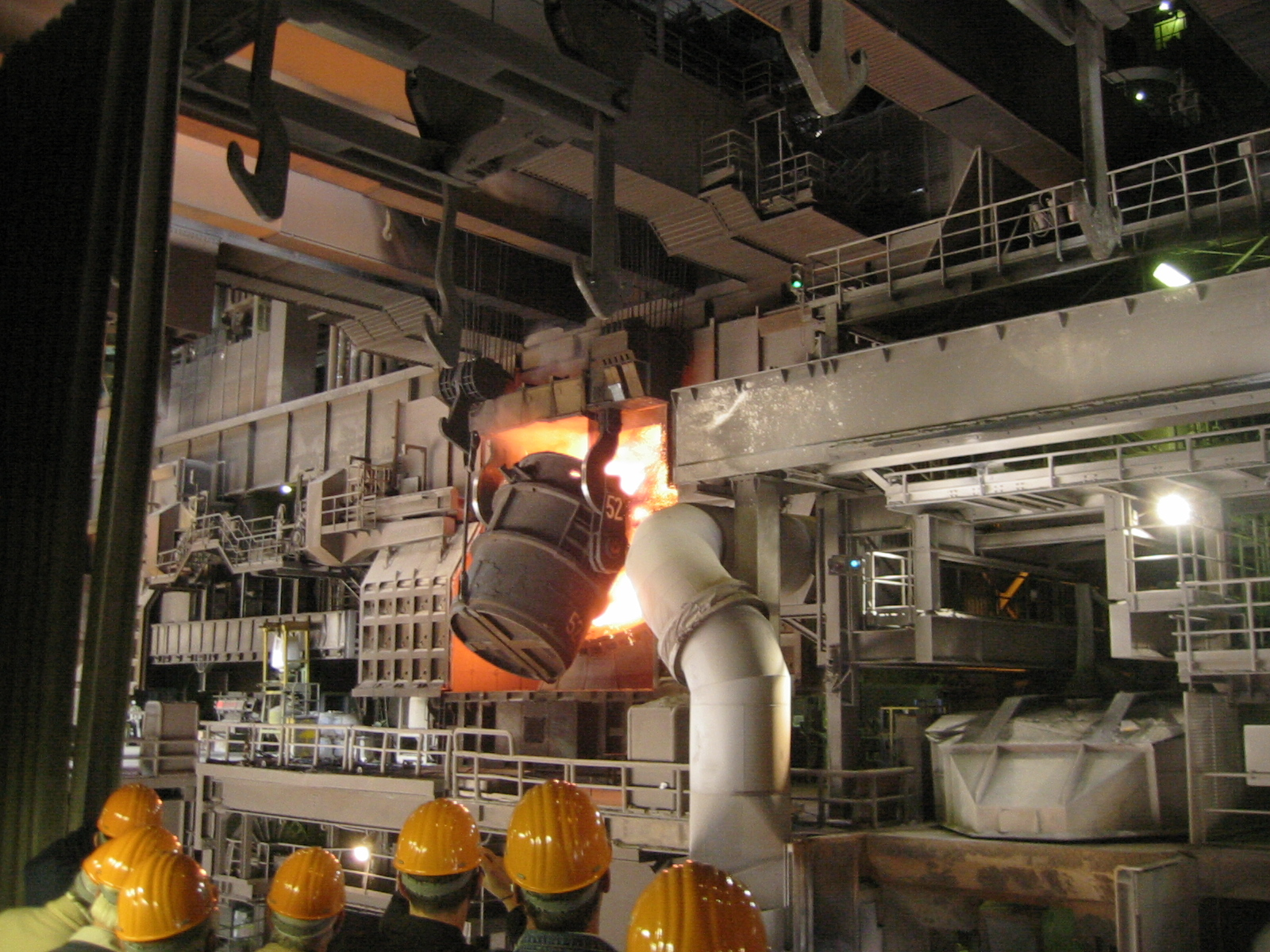
La fundición Thyssen de Duisburgo, en la que trabajó Ali ilegalmente.

Günter Wallraff, periodista alemán, decidió hacerse pasar por Ali Sigirlioğlu (en ediciones posteriores Ali Sinirlioğlu), un inmigrante turco, para tener acceso a los peores trabajos en la Alemania Occidental de la década de 1980. Deseaba experimentar en sus propias carnes cómo viven los inmigrantes y las calamidades que soportan, afirmando que "hay que enmascararse para desenmascarar a la sociedad".
Se caracterizó con una peluca y unas lentes de contacto oscuras, rebajó su edad y pasó a expresarse en un alemán rudimentario. Probó la eficacia de su disfraz en la fiesta postelectoral de la CDU en Bonn en marzo de 1983, donde tras colarse, consiguió llegar a estrechar la mano del ministro de trabajo en medio del alborozo por la elección de Helmut Kohl como nuevo canciller. Aceptó en un primer lugar trabajos de peón en el mundo rural, donde sufre el aislamiento, y evaluará otros aspectos de la sociedad alemana, como la xenofobia.
Buscó, asimismo, demostrar la doble moral de ciertos sectores políticos, cuando se introduce en un acto de la CSU: allí, el líder del partido, Franz Josef Strauß, no tuvo reparos en congratularse con Ali, un supuesto enviado de los Lobos grises, una organización paramilitar turca de inspiración fascista. Y todo ello, después de que Strauß hubiera pronunciado un discurso altamente populista reacio a la inmigración.
Trabajó en primer lugar en McDonald's, donde comprobó las deprimentes condiciones de trabajo y la hipocresía de la empresa de puertas adentro. Tras abandonar la compañía de comida rápida, fue contratado como peón de la construcción. Allí sufrió en sus propias carnes la explotación, la inseguridad laboral y la discriminación.
Wallraff dio un paso más en su caracterización y se propuso desenmascarar también la hipocresía de la religión: se propuso bautizarse, pero los sacerdotes cristianos le dieron largas, o lo ignoraron directamente con tal de quitárselo de encima, por mucho que su situación pudiera ser extrema.
Se trasladó entonces a Duisburgo para trabajar bajo las órdenes de Adler, un empresario que gestiona una subcontrata encargada de la limpieza de la fábrica en la fundición Thyssen. Por un salario insignificante, Ali soportaba interminables jornadas de trabajo (turnos dobles, o incluso triples), pésimas condiciones laborales y el contacto con sustancias altamente tóxicas. Günter Wallraff sintió la necesidad de ir más allá en su papel de Ali, por lo que procedió a alquilar una vivienda de cuarto y medio, a imagen y semejanza de la de sus compañeros; algo que definió como "la suprema inmundicia". Conoció así la vida de aquellos que trabajan para poco más que sobrevivir.
Se adivina pues la resignación y la desesperación por mejorar que a muchos lleva a convertirse en objetos de experimentación por parte de la industria farmacéutica a cambio de unos marcos. Los efectos sobre la salud eran devastadores y Ali solo pudo regresar con Adler, al que convenció perspicazmente para ser su chófer.
Gracias a su nuevo empleo, tuvo acceso a los asuntos de su jefe y cómo se las ingeniaba este para robar a sus empleados. Adler hacía siempre gala de un extremo fariseísmo: por un lado, militaba en el Partido Socialdemócrata de Alemania y por el otro, no mostraba el mínimo escrúpulo hacia sus trabajadores. Estos no tenían más remedio que acatar cualquier orden, por dura que fuera, si querían conservar su empleo.
Llegados a este punto, Ali recibió información de primera mano sobre la existencia de contratos ilegales de obreros en centrales nucleares para que estos limpiaran las partes con una mayor radiación. Wallraff decidió idear un complot para desenmascarar a Adler. Contactó para ello con dos amigos que se harían pasar por ejecutivos de una central en situación comprometida. Estos se citarían con Adler para ofrecerle un encargo de limpieza de partes altamente radiactivas.
Adler no dudó en enviar a un grupo de obreros "de confianza", los cuales serían elegidos por Ali. Wallraff había preparado todo al milímetro, mas la detención de Adler por la policía no llegó a concretarse y este huyó impune.

## Estilo
La historia está narrada a modo de reportaje en sus catorce capítulos. Aquellos más extensos son los principales de la historia, por lo que Wallraff los divide en secciones principales. A lo largo del relato, Wallraff es en todo momento el narrador y el protagonista, por lo que combina narraciones con diálogos vividos por él mismo en primera persona mientras era Ali e incluso con diálogos de otros, sobre todo al final, en lo relativo al tráfico de obreros entre la central nuclear y Adler. Asimismo, muestra siempre la diferenciación entre lo que hace como Ali y lo que anota propiamente como Wallraff al transcribir la historia. Se muestra en la práctica totalidad de la historia con cierta ira e incredulidad hacia lo que está padeciendo, utilizando igualmente recursos estilísticos que buscan atraer al lector hacia su lado o, al menos, a sentir empatía por su situación.
Para dar un mayor énfasis y credibilidad a la historia, incorpora fotografías de él mismo en algunos de los diferentes trabajos, en ocasiones junto a compañeros. Adjunta también documentación relativa a seguridad, certificados y demás, que por supuesto, eran completamente ignorados e incumplidos por las subempresas que le empleaban. Para terminar de completarlo, lo adereza con extractos de noticias y con testimonios de trabajadores que han soportado duras condiciones laborales. 

## Recibimiento
Tras la primera edición, se iniciaron una serie de pleitos (incluyendo un requerimiento judicial de Thyssen). Posteriormente, se publicaron numerosas ediciones revisadas, incluyendo material inédito de la investigación. A partir de 1988, la obra comenzó a publicarse con un apéndice que incluye "una documentación de las consecuencias". El libro se ha traducido a treinta idiomas, incluyendo una edición en turco. La obra, igualmente, transcendió en la República Democrática Alemana.